# Círculo mágico

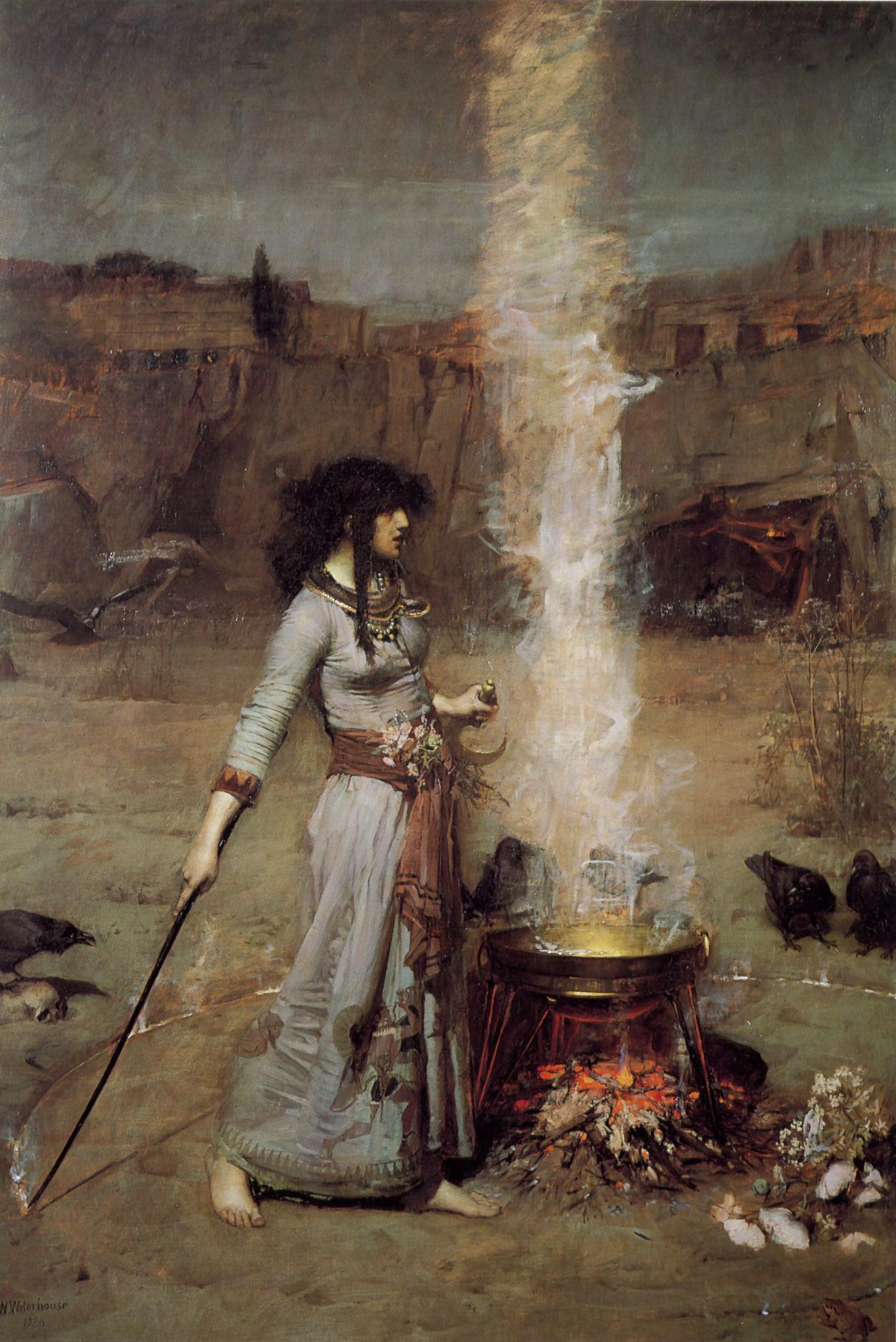
O Círculo Mágico, de John William Waterhouse (1886)

Um Círculo Mágico é um círculo de espaço marcado por praticantes de alguns ramos da  magia ritual, que eles geralmente acreditam que conterá energia e formará um espaço sagrado, fornecendo a eles uma forma de proteção mágica. Pode ser marcado fisicamente, desenhado em um material como sal, giz, farinha ou simplesmente visualizado. Os sumérios chamavam a prática de usar círculos rituais de Zisurrû

## Técnica
O Círculo Mágico é usado por Magos e Bruxos de maneiras diferentes. Magos o utilizam para que mantenham entidades e espiritos do lado de fora, de forma a manter a segurança do mago. Já na Wicca é usado para manter a energia gerada durante um ritual ou feitiço dentro do círculo e para manter energias distintas do lado de fora, neste conceito o círculo não é usado para proteção mas para concentrar a energia gerada pelo Bruxo ou Coven.

## Sonhos modernos eanálise de sonhos
C. G. Jung comenta sobre um sonho significativo de Wolfgang Pauli onde uma cobra descreve um círculo mágico fascinante sobre o sonhador, estabelecendo um temenos protegido.